# Olios corallinus
Olios corallinus là một loài nhện trong họ Sparassidae.
Loài này thuộc chi Olios. Olios corallinus được Joachim Schmidt miêu tả năm 1971.